# Solbad

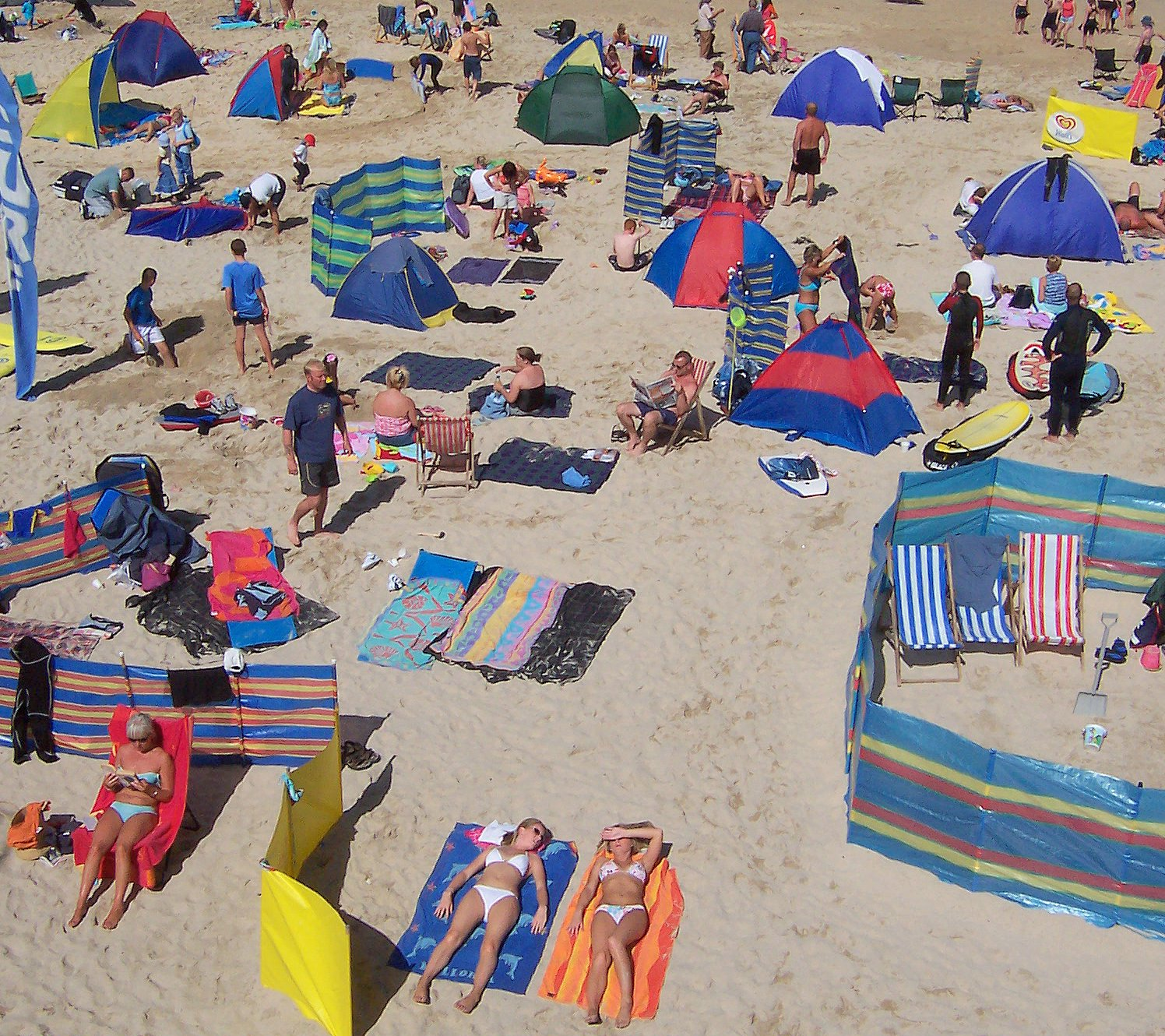
Solande människor på en strand i St Ives i Cornwall i England.

Solbad, solning eller att sola sig kallas det när en person vistas i solljus med det huvudsakliga syftet att göra huden brunare genom pigmenttillväxt, i form av en mildare solbränna. Vid solbad förr kunde man vara helt naken, numera bärs ofta badkläder. Under första hälften av 1900-talet var solbad en medicinsk behandling.

## Historia
Verbet "solbada" är känt ifrån svenskan sedan 1860, och 1888 använde August Strindberg ordet i sin novellsamling Skärkarlsliv. Redan 1837 förekommer termen "solbad" som medicinsk term.
Under 1800-talet tillbringades fritiden ofta inomhus och solbränd hud ansågs tillhöra de lägre samhällsklasserna som ofta arbetade utomhus. Dock fanns det redan i det viktorianska England grupper där solbränd hy ansågs som något positivt. Men det var framförallt i början av 1900-talet som uppfattningarna kring solbränna förändrades. År 1903 fick Niels Finsen Nobelpiset i medicin för “Finsens ljusterapi”. Ljusterapin var en behandling av sjukdomar som lupus vulgaris och rakitis. Brist på vitamin D hade konstaterats vara orsak till rakitis. Solljus hjälpte och uppfattades därefter som en kur mot en mängd andra sjukdomar. Det blev därför starkt förknippat med hälsa.
År 1910 genomfördes en expedition till Teneriffa för att mer brett vetenskapligt undersöka hälsoeffekter av helioterapi, och år 1913 blev 'solbad' uppmärksammad som något modernt för de rika. Solbad förknippades med friskt friluftsliv och blekheten som tidigare varit en statusmarkör förknippades allt mer med vekhet, osunt leverne och sjukdom. Detta sammanföll också med att arbetarklassen allt mer tillbringade dagarna inomhus i fabrikslokaler.
På 1920-talet hade det blivit ett alltmer utbrett mode att vara solbränd bland kvinnor. Två kvinnor bidrog till att solbränd hud uppfattades som modernt, lyxigt och hälsosamt i Paris. Dels Josephine Baker, som då var en beundrad stjärna där, dels den då tongivande modeskaparen Coco Chanel som av misstag hade blivit bränd i solen under en vistelse på franska rivieran. När hon kom hem var hon tydligt solbränd och bidrog därmed till det nya modet.
Solbrännan tolkades även som en indikation på "den vita rasens" anpassningsförmåga, något som omskrevs i rasbiologisk litteratur. Man menade att detta visade att den vita rasen kunde leva och härska över hela jorden.
Omkring 1930 hade solterapi blivit en mycket efterfrågad medicinsk behandling för en mängd sjukdomar, från “trötthet” till tuberkulos. 
Badkläderna blev allt mindre och under 1930-talet blev solbad även vanligt bland män. På 1940-talet uppmärksammades solbränna och solbad mycket i modetidningarna. Bikinin kom 1946 och förändrade senare badmodet radikalt. Däremot fick monokinin, lanserad 1964, inte så stort genomslag, först på 1980-talet slog topless igenom.
Charterbolagen började under 1960-talet använda solbränna som ett viktigt försäljningsargument och pryda reklamen med solbrända människor. På 1980-talet blev det populärt att sola i solarium.

## Solskydd och risker
De kemiska industrierna hade tidigt sett en marknad i nya livsstilen och utvecklade solkrämer. De första var tjocka och innehöll zinkoxidpartiklar. Först under 1940-talet kom de första organiska solkrämerna som kunde erbjuda olika grader av solskydd. Tidigare var det vanligt att man använde solfiltar av cellofanpapper som solskydd.
En ökande förekomst av hudcancer över i stort sett hela Västvärlden under senare delen av 1900-talet och början av 2000-talet har lett till att myndigheterna, bland annat Strålsäkerhetsmyndigheten i Sverige, gått ut med information om hur man skyddar sig mot den skadliga UV-strålningen från solen och varningar för överdrivet solbad. Man har inte kunnat uppmäta några påtagliga förändringar i ozonlagrets tjocklek över Sverige 2010 jämfört med 1950-talet. Att Sverige drabbas av fler hudcancerfall på senare tid beror främst på befolkningens beteende i solen och inte på att solens UV-strålning blivit starkare.

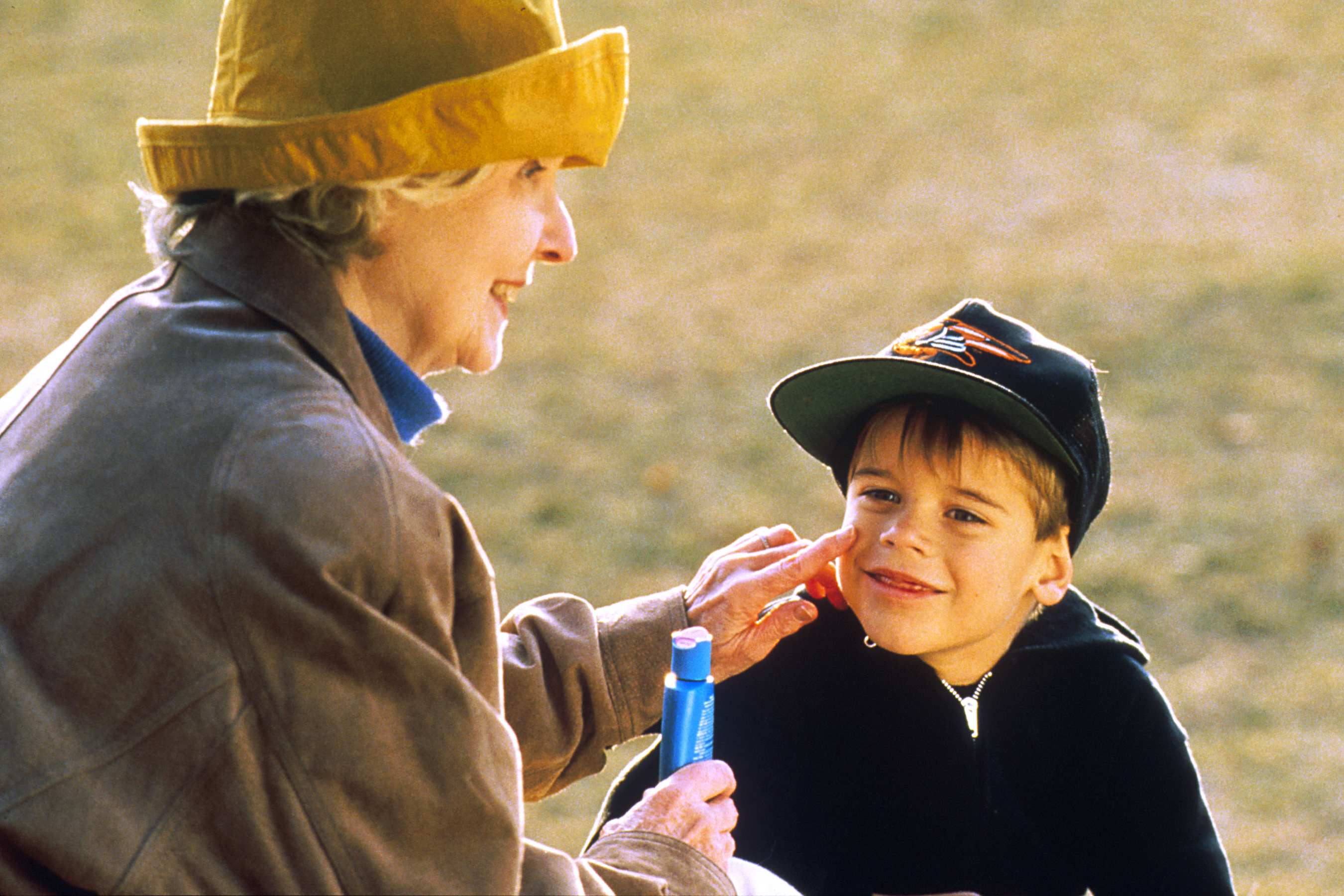
Ett barn smörjs in med solskyddsmedel i ansiktet.

I första hand bör man skydda sig mot solen genom att använda kläder, solhatt och solglasögon samt vistas i skuggan där strålningen är lägre. Solskyddsmedel med tillräckligt hög solskyddsfaktor är ett bra komplement till oskyddade hudpartier. Tiden i solen behöver vanligtvis begränsas på grund av UV-strålningen, särskilt under några timmar mitt på dagen då solstrålningen är starkast. Även när det är molnigt bör man skydda sig eftersom UV-strålningen kan tränga igenom molnen. Solen är ofta starkare på öppna platser med fri horisont, exempelvis på badplatser, på sjöar och i skidbackar. När man reser behöver man kontrollera UV-index på resmålet för att anpassa solningen eftersom skillnaden kan vara stor.

### Barn och solbad
Spädbarn under sex månader skall helt undvika att vistas i solen. Spädbarn över sex månaders ålder kan vistas kortare stunder i solen under förutsättning att barnet bär skyddande kläder och solskyddsmedel med hög solskyddsfaktor (30–50).
Äldre barn skyddas genom att vara i skuggan och bör bära kläder med långa ärmar och ben samt solhatt. Solskyddsmedel rekommenderas som ett komplement där kläderna inte täcker. Om solskyddsmedel används är det viktigt att regelbundet smörja in barnet, även vid användning av vattenfast solskyddsmedel.

## Hudtyper

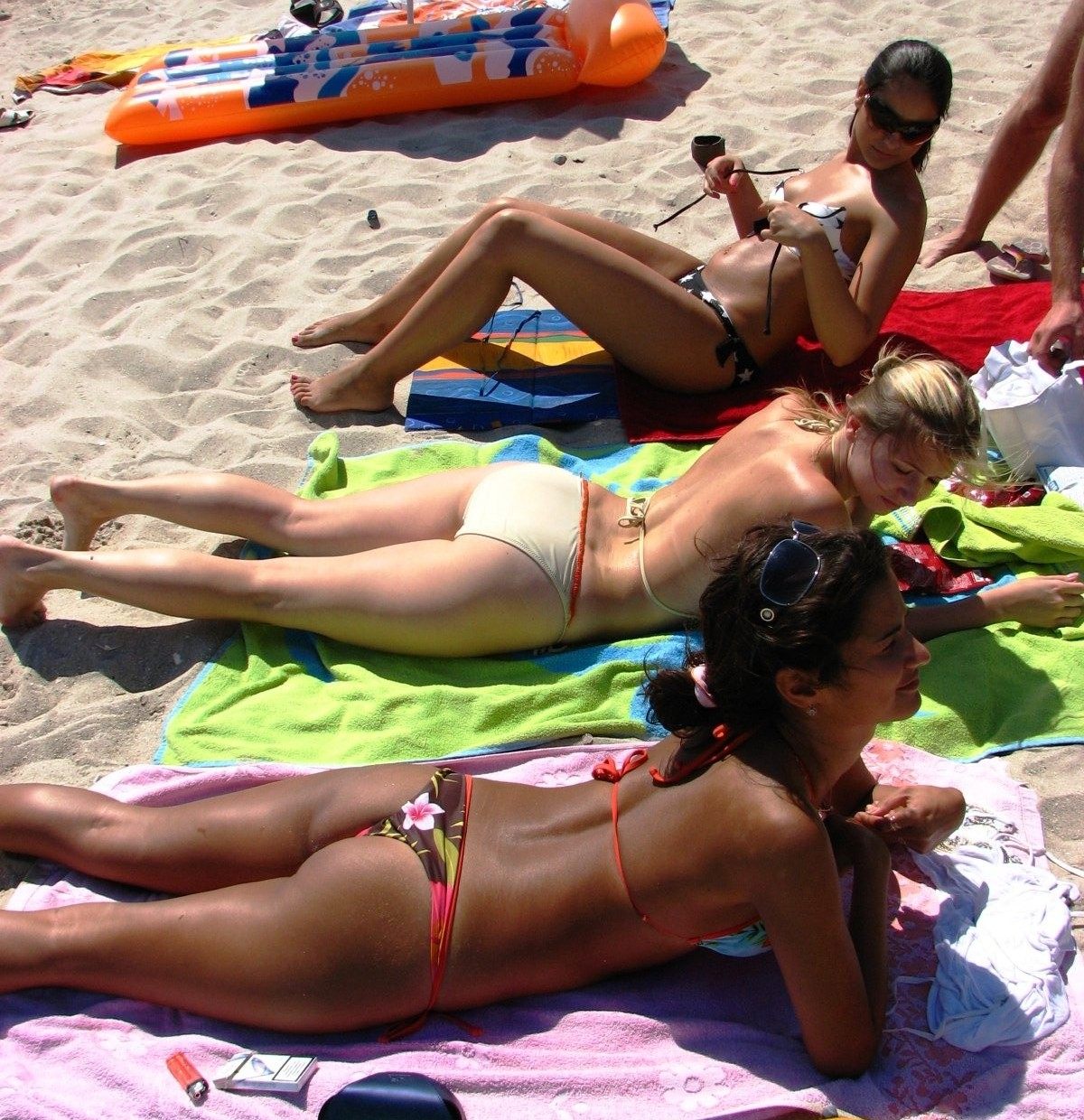
Personer med olika hudtyper är olika känsliga mot solstrålning.

Människans hud är anpassad till viss solexponering och har därför ett inbyggt skydd, som är individuellt. En helt avgörande faktor för att kunna bedöma risker med solbad är vilken hudtyp man tillhör. Det finns 6 olika hudtyper, tillhör man 1-3 bör man vara extra noga med att följa de rekommendationer som finns.
Hudtyp 1 Människor med mycket vit hud som bränner sig snabbt i solen och aldrig blir bruna.
Hudtyp 2 Människor med ljus hud som ofta bränner sig och blir minimalt bruna.
Hudtyp 3 Människor med en mer beige hudton som bränner sig ibland och blir lätt bruna.
Hudtyp 4 Människor med ljusbrun hud som sällan bränner sig och lätt blir bruna.
Hudtyp 5 Människor med mörkbrun hud och som tål solen väl.
Hudtyp 6 Människor med svart hud som tål solen väl.
Européer tillhör vanligtvis hudtyperna 1 till 4. Hudtyp 1 till 2 är typiska för personer i Nordeuropa. Hudtyp 4 är mer vanligt i Sydeuropa.